# 西本まりん
西本 まりん（にしもと まりん、2002年1月23日 - ）は、日本の女優。

## 略歴
- 2016年1月期の水曜ドラマ『ヒガンバナ〜警視庁捜査七課〜』の第7話で連続ドラマ初出演。
- 次クールの4月期フジテレビ系日曜ドラマ『OUR HOUSE』て民放連続ドラマ初レギュラーを務め、主人公のクラスメイトであり、親友役に起用された。
- 2018年10月期、火曜ドラマ『中学聖日記』で二度目のレギュラードラマに出演。

## 人物
- プライベートでは明るくて元気な高校生で、クラスではおちゃらけポジション[1]。
- 靴を集めるのが好きで、特にお気に入りはドクターマーチン[1]。
- クラシックバレエや乗馬の経験があり、乗馬5級ライセンスを所持している[2]。

## 出演

### テレビドラマ
- ヒガンバナ〜警視庁捜査七課〜 第7話（2016年2月24日、日本テレビ）
- OUR HOUSE（2016年4月17日 - 6月12日、フジテレビ）  - 大川多美 役
- 月曜名作劇場『赤い博物館』（2016年8月29日、TBS） - 緋色冴子〈少女時代〉 役
- 大馬鹿代（2017年6月11日、J:COMチャンネル） - 松下安奈 役[3]
- 中学聖日記（2018年10月9日 - 12月18日、TBS） - 白石淳紀 役[4]
  - 中学聖日記 特別編（2020年5月25日 - 6月10日）[5]
- 恋の病と野郎組 第8話（2019年9月7日、BS日テレ）
- キワドい2人-K2-池袋署刑事課 神崎・黒木 第4話（2020年10月2日、TBS) - 女子高生 役
- さくらの親子丼 第3シリーズ（2020年10月17日 - 12月19日、東海テレビ） - 西川夏美 役[6]
- ソロモンの偽証（2021年10月3日 - 11月21日、WOWOW） - 蒲田教子 役
- 相棒 Season21 第5話（2022年11月9日、テレビ朝日） − 工藤 役
- ギークス〜警察署の変人たち〜 第6話・第9話・第10話（2024年8月15日・9月5日・12日、フジテレビ） - 三好ひろの 役[7]
- 御上先生（2025年1月19日 - 3月23日、TBS） - 榎本咲良 役[8][9]

### WEBドラマ
- 中学聖日記 スピンオフムービー『聖ちゃんと会う前の僕たち』（2018年9月25日配信、 YouTube） - 白石淳紀 役[10]
- 極悪女王（2024年9月19日 - 、Netflix）[11] - 松本広美 役
- TOKYO butterfly NIGHT（2025年4月10日、YouTube 他）[12]

### 映画
- 女子の事件は大抵、トイレで起こるのだ。 前編 入る? / 後編 出る?（2015年8月22日公開、アスミック・エース） - ももか 役[13]
- そうして私たちはプールに金魚を、（2017年4月8日公開、コトプロダクション） - りょうこ 役[14]
- ゆずりは（2018年6月16日公開、エレファントハウス/アジアピクチャーズエンタテインメント） - りおん 役
- デイアンドナイト（2019年1月26日公開、日活） - 三宅みどり 役
- 最高の人生の見つけ方（2019年10月11日公開、ワーナー・ブラザース映画）
- MOOSIC LAB 2019「蝸牛」（2019年11月23日公開、SPOTTED PRODUCTIONS） - ミク 役
- アルプススタンドのはしの方（2020年7月24日公開、SPOTTED PRODUCTIONS） - 田宮ひかる 役[15]
- 記憶の技法（2020年11月27日公開、KAZUMO）
- ショコラの魔法（2021年6月18日公開、イオンエンターテイメント） - 田山恵里香 役[16]
- ハッピーエンディングス「はじめての映画」（2021年11月4日公開、SPOTTED PRODCTIONS） - マリン 役[17]
- 左様なら今晩は（2022年11月11日公開、パルコ） - 女子高生 役
- ふまじめ通信（2023年10月20日公開、シネメディア） - コウダ 役[18]
- サーチライト-遊星散歩-（2023年10月14日、SPOTTED PRODCTION） - 三宅奈々子 役[19]

### 舞台
- アルプススタンドのはしの方（2019年6月5日 - 16日、浅草九劇）- 田宮ひかる 役[20]
- Miss iD×若手映画監督＝短編演劇～自分らしさを手放さない女の子たち～『スナックあぽかりぷす』（配信版：2022年7月5日／編集版：9月12日 - 20日、浅草九劇・STAY HOME MINI-THEATER powered by mu-mo Live Theater）[21]

### CM
- 明光義塾『YDKなんだもん 女子篇』（2016年 - 2017年）
- 味の素『Cook Do 今日の大皿』（2016年11月）
- マース ジャパン リミテッド『アイムス 「お散歩」篇』（2017年1月） - 中学生 役[22]
- maruho『ニキビ一緒に治そうProject』（2018年9月）[23]
- 日本マクドナルド『ビッグマック 「ティザー篇」「Jr.篇」「Family篇」』（2019年4月）
- 三菱UFJ銀行『「撮影の合間に」篇/「似たもの母娘」篇』（2019年11月）